# Salzlandkreis
Salzland là một huyện ở miền trung Sachsen-Anhalt, Đức. Các huyện giáp ranh (từ phía tây theo chiều kim đồng hồ) là: Harz, Börde, Magdeburg, Jerichower Land, Anhalt-Bitterfeld, Mansfeld-Südharz và Saalekreis.

## Lịch sử

Coat of arms

Huyện đã được thành lập thông qua việc sáp nhập các huyện Bernburg, Schönebeck và Aschersleben-Staßfurt (trừ thị xã Falkenstein) trong cuộc cải tổ năm 2007

## Thị xã và đô thị
| Thị xã tự do                                      | Đô thị tự do |
| ------------------------------------------------- | ------------ |
| 1. Aschersleben 2. Calbe 3. Könnern 4. Schönebeck | 1. Bördeland |

| Verwaltungsgemeinschaften | Verwaltungsgemeinschaften | Verwaltungsgemeinschaften |
| --- | --- | --- |
| - 1. Bernburg 1. Bernburg1, 2 2. Gröna - 2. Egelner Mulde 1. Borne 2. Egeln1, 2 3. Etgersleben 4. Hakeborn 5. Tarthun 6. Unseburg 7. Westeregeln 8. Wolmirsleben - 3. Elbe-Saale 1. Barby1, 2 2. Breitenhagen 3. Glinde 4. Gnadau 5. Groß Rosenburg 6. Lödderitz 7. Pömmelte 8. Sachsendorf 9. Tornitz 10. Wespen 11. Zuchau | - 4. Stadt Hecklingen 1. Giersleben 2. Hecklingen1, 2 - 5. Nienburg 1. Baalberge 2. Biendorf 3. Cörmigk 4. Edlau 5. Gerbitz 6. Gerlebogk 7. Latdorf 8. Neugattersleben 9. Nienburg1, 2 10. Peißen 11. Pobzig 12. Poley 13. Preußlitz 14. Wedlitz 15. Wiendorf 16. Wohlsdorf | - 6. Saale-Wipper 1. Alsleben2 2. Güsten1, 2 3. Ilberstedt 4. Plötzkau 5. Schackstedt - 7. Seeland 1. Friedrichsaue 2. Frose 3. Gatersleben 4. Hoym2 5. Nachterstedt1 6. Schadeleben - 8. Staßfurt 1. Amesdorf 2. Staßfurt1, 2 |
| 1thủ phủ của Verwaltungsgemeinschaft; 2town | | |